# Anne-Marie Essy Raggi
Anne-Marie Essy Raggi, nacida Thomas (Lauzoua, 8 de octubre de 1918 - Abiyán, 19 de octubre de 2004) fue una política marfileña y símbolo de la lucha anticolonial. Encabezó la marcha de las mujeres en Grand-Bassam, fue miembro honorario de la junta directiva nacional de la Asociación de Mujeres de Costa de Marfil (AFI) y presidenta de la AFI de Grand-Bassam.

## Biografía
Anne-Marie Essy Raggi nació el 8 de octubre de 1918 en la pequeña localidad de Lauzoua (en esa época situada en el África Occidental Francesa, actualmente ubicada en Costa de Marfil). Asistió a la escuela de las Hermanas Misioneras de Nuestra Señora de los Apóstoles en Moossou. También tenía la nacionalidad francesa gracias a su matrimonio con Louis Raggi.
Para exigir la liberación de los políticos marfileños encarcelados por las autoridades coloniales francesas, Anne-Marie Essy Raggi encabezó, junto con otros compatriotas, entre ellos Marie Koré, la marcha de las mujeres en Grand-Bassam, un movimiento de protesta iniciado por mujeres marfileñas, que marcharon a pie de Abiyán a Grand-Bassam del 22 al 24 de diciembre de 1949.
También es conocida por su activismo político y asociativo. Se desempeñó como secretaria general del comité de mujeres del Partido Democrático de Costa de Marfil - Agrupación Democrática Africana (PDCI-RDA) subsección de Grand-Bassam de 1946 a 1974, miembro honorario de la junta directiva nacional de la Asociación de Mujeres de Costa de Marfil (AFI), presidenta de la Asociación de Mujeres de Costa de Marfil de Grand-Bassam, miembro del Consejo Económico y Social de 1976 a 2000 y teniente de alcalde de Grand-Bassam bajo Jean-Baptiste Mockey de 1980 a 1985.
Murió el 19 de octubre de 2004 en la clínica Avicenne en el barrio de Marcory en Abiyán.

## Distinciones
Anne-Marie Essy Raggi recibió varias condecoraciones por sus acciones a lo largo de su vida en Francia y Costa de Marfil. Fue condecorada con la Gran Cruz Nacional, oficial de la Orden Nacional de Costa de Marfil y condecorada con la Orden del Carnero.